# Deuxième district congressionnel de Virginie
Le 2e district congressionnel de Virginie est un district situé dans le Commonwealth de Virginie. Il englobe actuellement la totalité des comtés d'Accomack, Northampton et l'Île de Wight ; toutes les villes indépendantes de Virginia Beach, Suffolk et Franklin ; une partie de la ville indépendante de Chesapeake, et une partie du Comté de Southampton. Cependant, ses limites ont beaucoup changé au fil des siècles ; il englobait initialement ce qui est devenu la Virginie-Occidentale après la guerre civile américaine. Il est considéré comme l'un des districts congressionnels les plus compétitifs du pays.
Le district a une présence militaire importante. La région de Hampton Roads est considérée comme une ville militaire.
Le Républicain Scott Rigell a battu le Démocrate Glenn Nye lors des élections du 2 novembre 2010 et a pris son siège le 3 janvier 2011, jusqu'en 2017, date à laquelle il a été remplacé par Scott Taylor. Lors des élections du 6 novembre 2018, la Démocrate Elaine Luria a battu le Républicain Scott Taylor. En 2022, Luria a été vaincue par la Républicaine Jen Kiggans, faisant ainsi du district l'un des 18 qui auraient voté pour Joe Biden à l'élection présidentielle de 2020 s'ils avaient existé dans leur configuration actuelle tout en ayant été remportés ou détenus par un Républicain en 2022.
La responsabilité de dessiner des cartes pour les circonscriptions législatives du Congrès et des États est passée de la Commission de redécoupage de Virginie (VRC) à la Cour suprême de Virginie en novembre 2021. La Cour suprême a achevé le redécoupage en décembre 2021, qui a été utilisé pour les élections de 2022.

## Historique de vote

### Résultats sous les frontières actuelles (depuis 2023)
| Année | Poste                 | Résultats                    |
| ----- | --------------------- | ---------------------------- |
| 2016  | Président             | Trump 49,8 % – 44,3 %        |
| 2017  | Gouverneur            | Northam 50,4 % - 48,5 %      |
| 2017  | Lieutenant-Gouverneur | Vogel (en) 52,2 % - 47,7 %   |
| 2017  | Procureur Général     | Adams (en) 51,1 % – 48,8 %   |
| 2018  | Sénat                 | Kaine 52,6 % - 45,4 %        |
| 2020  | Président             | Biden 49,9 % - 48,1 %        |
| 2020  | Sénat                 | Warner 52,0 % - 47,9 %       |
| 2021  | Gouverneur            | Youngkin 55,1 % - 44,2 %     |
| 2021  | Lieutenant-Gouverneur | Sears 55,6 % - 44,3 %        |
| 2021  | Procureur Général     | Miyares (en) 55,1 % - 44,8 % |

### Résultats sous les anciennes frontières
| Année | Poste                 | Résultats                         |
| ----- | --------------------- | --------------------------------- |
| 1996  | Président             | Dole 48,0 % - 44,0 %              |
| 1996  | Sénat                 | Warner 57,0 % - 43,0 %            |
| 1997  | Gouverneur            | Gilmore 56,0 % - 42,0 %           |
| 1997  | Lieutenant-Gouverneur | Hager (en) 52,0 % - 41,0 %        |
| 1997  | Procureur Général     | Earley (en) 63,0 % - 37,0 %       |
| 2000  | Président             | Bush 53,0 % - 45,0 %              |
| 2000  | Sénat                 | Allen 51,0 % - 49,0 %             |
| 2001  | Gouverneur            | Earley (en) 50,0 % - 50,0 %       |
| 2001  | Lieutenant-Gouverneur | Katzen (en) 52,0 % - 47,0 %       |
| 2001  | Procureur Général     | Kilgore (en) 64,0 % - 36,0 %      |
| 2002  | Sénat                 | Warner 84,0 % - 9,0 %             |
| 2004  | Président             | Bush 58,0 % - 42,0 %              |
| 2005  | Gouverneur            | Kaine 50,0 % - 47,0 %             |
| 2005  | Lieutenant-Gouverneur | Bolling 54,0 % - 45,0 %           |
| 2005  | Procureur Général     | McDonnell 55,0 % - 44,0 %         |
| 2006  | Sénat                 | Allen 51,0 % - 48,0 %             |
| 2008  | Président             | Obama 50,0 % - 48,0 %             |
| 2008  | Sénat                 | Warner 65,30 % - 34,0 %           |
| 2009  | Gouverneur            | McDonnell 62,0 % - 38,0 %         |
| 2009  | Lieutenant-Gouverneur | Bolling 56,0 % - 44,0 %           |
| 2009  | Procureur Général     | Cuccinelli (en) 60,0 % - 40,0 %   |
| 2012  | Président             | Obama 50,0 % - 48,0 %             |
| 2012  | Sénat                 | Kaine 52,0 % - 48,0 %             |
| 2013  | Gouverneur            | McAuliffe 47,0 % - 46,0 % - 7,0 % |
| 2013  | Lieutenant-Gouverneur | Northam 57,0 % - 43,0 %           |
| 2013  | Procureur Général     | Obenshain (en) 52,0 % – 48,0 %    |
| 2014  | Sénat                 | Gillespie 49,0 % - 48,0 %         |
| 2016  | Président             | Trump 48,0 % – 45,0 %             |
| 2017  | Gouverneur            | Northam 51,0 % - 47,0 %           |
| 2018  | Sénat                 | Kaine 54,0 % - 44,0 %             |
| 2020  | Président             | Biden 51,0 % - 46,0 %             |
| 2021  | Gouverneur            | Youngkin 53,0 % - 45,0 %          |

## Liste des Représentants du district
| Membre                          | Parti                 | Années                              | Congrès     | Histoire électorale |
| ------------------------------- | --------------------- | ----------------------------------- | ----------- | --- |
| District établit le 4 mars 1789 |                       |                                     |             | |
| John Brown (en)                 | Anti-Administration   | 4 mars 1789 - 1er juin 1792         | 1re , 2e    | Élu en 1789. Réélu en 1790. Démissionne. |
| Vacant                          | Vacant                | 2 juin 1792 - 3 mars 1793           | 2e          | |
| Andrew Moore (en)               | Anti-Administration   | 4 mars 1793 - 3 mars 1795           | 3e , 4e     | Redécoupage depuis le 3e district et réélu en 1793. Réélu en 1795. Retrait.                                                                                                 |
| Andrew Moore (en)               | Républicain-Démocrate | 4 mars 1795 - 3 mars 1797           | 3e , 4e     | Redécoupage depuis le 3e district et réélu en 1793. Réélu en 1795. Retrait.                                                                                                 |
| David Holmes                    | Républicain-Démocrate | 4 mars 1797 - 3 mars 1803           | 5e - 7e     | Élu en 1797. Réélu en 1799. Réélu en 1801. Redécoupage vers le 4e district.                                                                                                 |
| James Stephenson (en)           | Fédéraliste           | 4 mars 1803 - 3 mars 1805           | 8e          | Élu en 1803. Perd sa réélection. |
| John Morrow (en)                | Républicain-Démocrate | 4 mars 1805 - 3 mars 1809           | 9e , 10e    | Élu en 1805. Réélu en 1807. Perd sa réélection. |
| James Stephenson (en)           | Fédéraliste           | 4 mars 1809 - 3 mars 1811           | 11e         | Élu en 1809. Perd sa réélection. |
| John Baker (en)                 | Fédéraliste           | 4 mars 1811 - 3 mars 1813           | 12e         | Élu en 1811. Retrait. |
| Francis White (en)              | Fédéraliste           | 4 mars 1813 - 3 mars 1815           | 13e         | Élu en 1813. Perd sa réélection. |
| Magnus Tate (en)                | Fédéraliste           | 4 mars 1817 - 3 mars 1819           | 15e         | Élu en 1815. Retrait. |
| Edward Colston (en)             | Fédéraliste           | 4 mars 1817 - 3 mars 1819           | 15e         | Élu en 1817. Perd sa réélection. |
| Thomas Van Swearingen (en)      | Fédéraliste           | 4 mars 1819 - 19 août 1822          | 16e , 17e   | Élu en 1819. Réélu en 1821. Décès. |
| Vacant                          | Vacant                | 19 août 1822 - 28 octobre 1822      | 17e         | |
| James Stephenson (en)           | Fédéraliste           | 28 octobre 1822 - 3 mars 1823       | 17e         | Élu pour terminer le mandat de Van Swearingen et intronisé le 2 décembre 1822. Redécoupage vers le 16e district.                                                            |
| Arthur Smith (en)               | Républicain-Démocrate | 4 mars 1823 - 3 mars 1825           | 18e         | Redécoupage depuis le 20e district et réélu en 1823. Retrait. |
| James Trezvant (en)             | Jacksonien (en)       | 4 mars 1825 - 3 mars 1831           | 19e - 21e   | Élu en 1825. Réélu en 1827. Réélu en 1829. |
| John Y. Mason                   | Jacksonien (en)       | 4 mars 1831 - 11 janvier 1837       | 22e - 24e   | Élu en 1831. Réélu en 1833. Réélu en 1835. Démissionne. |
| Vacant                          | Vacant                | 12 janvier 1837 - 3 mars 1837       | 24e         | |
| Francis E. Rives (en)           | Démocrate             | 4 mars 1837 - 3 mars 1841           | 25e , 26e   | Élu en 1837. Réélu en 1839. Retrait. |
| George B. Cary (en)             | Démocrate             | 4 mars 1841 - 3 mars 1843           | 27e         | Élu en 1841. Retrait. |
| George Dromgoole (en)           | Démocrate             | 4 mars 1843 - 27 avril 1847         | 28e - 30e   | Élu en 1843. Réélu en 1845. Décès. |
| Vacant                          | Vacant                | 27 avril 1847 - 5 août 1847         | 30e         | |
| Richard K. Meade (en)           | Démocrate             | 5 août 1847 - 3 mars 1853           | 30e - 32e   | Élu pour terminer le mandat de Dromgoole. Réélu en 1847. Réélu en 1849. Réélu en 1851. Perd sa renomination.                                                                |
| John Millson (en)               | Démocrate             | 4 mars 1853 - 3 mars 1861           | 33e - 36e   | Élu en 1853. Réélu en 1855. Réélu en 1857. Réélu en 1859. Retrait. |
| District inactif                | District inactif      | 4 mars 1861 - 26 janvier 1870       | 37e - 40e   | Guerre de Sécession et Reconstruction. |
| James H. Platt Jr. (en)         | Républicain           | 27 janvier 1870 - 3 mars 1875       | 41e - 43e   | Élu en 1870. Réélu en 1872. Perd sa réélection. |
| John Goode Jr. (en)             | Démocrate             | 4 mars 1875 - 3 mars 1881           | 44e - 46e   | Élu en 1874. Réélu en 1876. Réélu en 1878. Perd sa réélection. |
| John F. Dezendorf (en)          | Républicain           | 4 mars 1881 - 3 mars 1883           | 47e         | Élu en 1880. Retrait. |
| Harry Liberry (en)              | Readjuster            | 4 mars 1883 - 3 mars 1885           | 48e , 49e   | Élu en 1882. |
| Harry Liberry (en)              | Républicain           | 4 mars 1885 - 3 mars 1887           | 48e , 49e   | Élu en 1884. Perd sa réélection. |
| George E. Bowden (en)           | Républicain           | 4 mars 1887 - 3 mars 1891           | 50e , 51e   | Élu en 1886. Réélu en 1888. Perd sa réélection. |
| John W. Lawson (en)             | Démocrate             | 4 mars 1891 - 3 mars 1893           | 52e         | Élu en 1890. Retrait. |
| David Gardiner Tyler (en)       | Démocrate             | 4 mars 1893 - 3 mars 1897           | 53e , 54e   | Élu en 1892. Réélu en 1894. Perd sa réélection. |
| William A. Young (en)           | Démocrate             | 4 mars 1897 - 26 avril 1898         | 55e         | Élection invalidée. |
| Richard A. Wise (en)            | Républicain           | 26 avril 1898 - 3 mars 1899         | 55e         | Élu en 1898. Perd sa réélection. |
| William A. Young (en)           | Démocrate             | 4 mars 1899 - 12 mars 1900          | 56e         | Élection invalidée. |
| Richard A. Wise (en)            | Républicain           | 12 mars 1900 - 21 décembre 1900     | 56e         | Élu en 1900. Décès. |
| Vacant                          | Vacant                | 21 décembre 1900 - 3 mars 1901      | 56e         | |
| Harry L. Maynard (en)           | Démocrate             | 4 mars 1901 - 3 mars 1911           | 57e - 61e   | Élu en 1900. Réélu en 1902. Réélu en 1904. Réélu en 1906. Réélu en 1908. Perd sa réélection.                                                                                |
| Edward E. Holland (en)          | Démocrate             | 4 mars 1911 - 3 mars 1921           | 62e - 66e   | Élu en 1910. Réélu en 1912. Réélu en 1914. Réélu en 1916. Réélu en 1918. Retrait.                                                                                           |
| Joseph T. Deal (en)             | Démocrate             | 4 mars 1921 - 3 mars 1929           | 67e - 70e   | Élu en 1920. Réélu en 1922. Réélu en 1924. Réélu en 1926. Perd sa réélection.                                                                                               |
| Menalcus Lankford (en)          | Républicain           | 4 mars 1929 - 3 mars 1933           | 71e , 72e   | Élu en 1928. Réélu en 1930. Perd sa réélection. |
| District inactif                | District inactif      | 4 mars 1933 - 3 janvier 1935        | 73e         | |
| Colgate Darden (en)             | Démocrate             | 3 janvier 1935 - 3 janvier 1937     | 74e         | Élu en 1934. Perd sa renomination. |
| Norman R. Hamilton (en)         | Démocrate             | 3 janvier 1937 - 3 janvier 1939     | 75e         | Élu en 1936. Perd sa renomination. |
| Colgate Darden (en)             | Démocrate             | 3 janvier 1939 - 1er mars 1941      | 76e , 77e   | Élu en 1938. Réélu en 1940. Démissionne pour se présenter comme Gouverneur de Virginie.                                                                                     |
| Vacant                          | Vacant                | 1er mars 1941 - 8 avril 1941        | 77e         | |
| Winder R. Harris (en)           | Démocrate             | 8 avril 1941 - 15 septembre 1944    | 77e , 78e   | Élu pour terminer le mandat de Darden. Réélu en 1942. Démissionne. |
| Vacant                          | Vacant                | 15 septembre 1944 - 7 novembre 1944 | 78e         | |
| Ralph H. Daughton (en)          | Démocrate             | 7 novembre 1944 - 3 janvier 1947    | 78e , 79e   | Élu pour terminer le mandat de Harris. Simultanément élu pour un mandat complet en 1944. Perd sa renomination.                                                              |
| Porter Hardy Jr. (en)           | Démocrate             | 3 janvier 1947 - 3 janvier 1969     | 80e - 90e   | Élu en 1946. Réélu en 1948. Réélu en 1950. Réélu en 1952. Réélu en 1954. Réélu en 1956. Réélu en 1958. Réélu en 1960. Réélu en 1962. Réélu en 1964. Réélu en 1966. Retrait. |
| G. William Whitehurst (en)      | Républicain           | 3 janvier 1969 - 3 janvier 1987     | 91e - 99e   | Élu en 1968. Réélu en 1970. Réélu en 1972. Réélu en 1974. Réélu en 1976. Réélu en 1978. Réélu en 1980. Réélu en 1982. Réélu en 1984. Retrait.                               |
| Owen B. Pickett (en)            | Démocrate             | 3 janvier 1987 - 3 janvier 2001     | 100e - 106e | Élu en 1986. Réélu en 1988. Réélu en 1990. Réélu en 1992. Réélu en 1994. Réélu en 1996. Réélu en 1998. Retrait.                                                             |
| Ed Schrock (en)                 | Républicain           | 3 janvier 2001 - 3 janvier 2005     | 107e , 108e | Élu en 2000. Réélu en 2002. Retrait. |
| Thelma Drake (en)               | Républicain           | 3 janvier 2005 - 3 janvier 2009     | 109e , 110e | Élue en 2004. Réélue en 2006. Perd sa réélection. |
| Glenn Nye (en)                  | Démocrate             | 3 janvier 2009 - 3 janvier 2011     | 111e        | Élu en 2008. Perd sa réélection. |
| Scott Rigell                    | Républicain           | 3 janvier 2011 - 3 janvier 2017     | 112e - 114e | Élu en 2010. Réélu en 2012. Réélu en 2014. Retrait. |
| Scott Taylor                    | Républicain           | 3 janvier 2017 - 3 janvier 2019     | 115e        | Élu en 2016. Perd sa réélection. |
| Elaine Luria                    | Démocrate             | 3 janvier 2019 - 3 janvier 2023     | 116e , 117e | Élue en 2018. Réélue en 2020. Perd sa réélection. |
| Jen Kiggans                     | Républicain           | 3 janvier 2023 - Présent            | 118e        | Élue en 2022. Réélue en 2024. |

## Résultats des récentes élections
Voici les résultats des dix précédents cycles électoraux dans le district.

### 2004
| Élection de 2004 du 2e district congressionnel de Virginie | Élection de 2004 du 2e district congressionnel de Virginie | Élection de 2004 du 2e district congressionnel de Virginie | Élection de 2004 du 2e district congressionnel de Virginie | Élection de 2004 du 2e district congressionnel de Virginie |
| ---------------------------------------------------------- | ---------------------------------------------------------- | ---------------------------------------------------------- | ---------------------------------------------------------- | ---------------------------------------------------------- |
| Parti                                                      | Parti                                                      | Candidat                                                   | Votes                                                      | %                                                          |
|                                                            | Républicain                                                | Thelma Drake (en)                                          | 132 946                                                    | 55,08                                                      |
|                                                            | Démocrate                                                  | David B. Ashe                                              | 108 180                                                    | 44,82                                                      |
|                                                            | Write-In                                                   | Write-In                                                   | 254                                                        | 0,11                                                       |
| Total des votes                                            | Total des votes                                            | Total des votes                                            | 241 380                                                    | 100 %                                                      |
|                                                            | Les Républicains conservent                                |                                                            |                                                            |                                                            |

### 2006
| Élection de 2006 du 2e district congressionnel de Virginie | Élection de 2006 du 2e district congressionnel de Virginie | Élection de 2006 du 2e district congressionnel de Virginie | Élection de 2006 du 2e district congressionnel de Virginie | Élection de 2006 du 2e district congressionnel de Virginie |
| ---------------------------------------------------------- | ---------------------------------------------------------- | ---------------------------------------------------------- | ---------------------------------------------------------- | ---------------------------------------------------------- |
| Parti                                                      | Parti                                                      | Candidat                                                   | Votes                                                      | %                                                          |
|                                                            | Républicain                                                | Thelma Drake (en) (sortante)                               | 88 777                                                     | 51,27                                                      |
|                                                            | Démocrate                                                  | Phil Kellam                                                | 83 901                                                     | 48,45                                                      |
|                                                            | Write-In                                                   | Write-In                                                   | 481                                                        | 0,28                                                       |
| Total des votes                                            | Total des votes                                            | Total des votes                                            | 173 159                                                    | 100 %                                                      |
|                                                            | Les Républicains conservent                                |                                                            |                                                            |                                                            |

### 2008
| Élection de 2008 du 2e district congressionnel de Virginie | Élection de 2008 du 2e district congressionnel de Virginie | Élection de 2008 du 2e district congressionnel de Virginie | Élection de 2008 du 2e district congressionnel de Virginie | Élection de 2008 du 2e district congressionnel de Virginie |
| ---------------------------------------------------------- | ---------------------------------------------------------- | ---------------------------------------------------------- | ---------------------------------------------------------- | ---------------------------------------------------------- |
| Parti                                                      | Parti                                                      | Candidat                                                   | Votes                                                      | %                                                          |
|                                                            | Démocrate                                                  | Glenn Nye (en)                                             | 141 857                                                    | 52,40                                                      |
|                                                            | Républicain                                                | Thelma Drake (en) (sortante)                               | 128 486                                                    | 47,46                                                      |
|                                                            | Write-In                                                   | Write-In                                                   | 368                                                        | 0,14                                                       |
| Total des votes                                            | Total des votes                                            | Total des votes                                            | 270 711                                                    | 100 %                                                      |
|                                                            | Les Démocrates prennent aux Républicains                   |                                                            |                                                            |                                                            |

### 2010
| Élection de 2010 du 2e district congressionnel de Virginie | Élection de 2010 du 2e district congressionnel de Virginie | Élection de 2010 du 2e district congressionnel de Virginie | Élection de 2010 du 2e district congressionnel de Virginie | Élection de 2010 du 2e district congressionnel de Virginie |
| ---------------------------------------------------------- | ---------------------------------------------------------- | ---------------------------------------------------------- | ---------------------------------------------------------- | ---------------------------------------------------------- |
| Parti                                                      | Parti                                                      | Candidat                                                   | Votes                                                      | %                                                          |
|                                                            | Républicain                                                | Scott Rigell                                               | 88 340                                                     | 53,12                                                      |
|                                                            | Démocrate                                                  | Glenn Nye (en)                                             | 70 591                                                     | 42,45                                                      |
|                                                            | Indépendant                                                | Kenny E. Golden                                            | 7 194                                                      | 4,33                                                       |
|                                                            | Write-In                                                   | Write-In                                                   | 164                                                        | 0,10                                                       |
| Total des votes                                            | Total des votes                                            | Total des votes                                            | 166 289                                                    | 100 %                                                      |
|                                                            | Les Républicains prennent aux Démocrates                   |                                                            |                                                            |                                                            |

### 2012
| Élection de 2012 du 2e district congressionnel de Virginie | Élection de 2012 du 2e district congressionnel de Virginie | Élection de 2012 du 2e district congressionnel de Virginie | Élection de 2012 du 2e district congressionnel de Virginie | Élection de 2012 du 2e district congressionnel de Virginie |
| ---------------------------------------------------------- | ---------------------------------------------------------- | ---------------------------------------------------------- | ---------------------------------------------------------- | ---------------------------------------------------------- |
| Parti                                                      | Parti                                                      | Candidat                                                   | Votes                                                      | %                                                          |
|                                                            | Républicain                                                | Scott Rigell (sortant)                                     | 166 231                                                    | 53,76                                                      |
|                                                            | Démocrate                                                  | Paul O. Hirschbiel Jr.                                     | 142 548                                                    | 46,10                                                      |
|                                                            | Write-In                                                   | Write-In                                                   | 443                                                        | 0,14                                                       |
| Total des votes                                            | Total des votes                                            | Total des votes                                            | 309 222                                                    | 100 %                                                      |
|                                                            | Les Républicains conservent                                |                                                            |                                                            |                                                            |

### 2014
| Élection de 2014 du 2e district congressionnel de Virginie | Élection de 2014 du 2e district congressionnel de Virginie | Élection de 2014 du 2e district congressionnel de Virginie | Élection de 2014 du 2e district congressionnel de Virginie | Élection de 2014 du 2e district congressionnel de Virginie |
| ---------------------------------------------------------- | ---------------------------------------------------------- | ---------------------------------------------------------- | ---------------------------------------------------------- | ---------------------------------------------------------- |
| Parti                                                      | Parti                                                      | Candidat                                                   | Votes                                                      | %                                                          |
|                                                            | Républicain                                                | Scott Rigell (sortant)                                     | 101 558                                                    | 58,68                                                      |
|                                                            | Démocrate                                                  | Suzanne Patrick                                            | 71 178                                                     | 41,13                                                      |
|                                                            | Write-In                                                   | Write-In                                                   | 324                                                        | 0,19                                                       |
| Total des votes                                            | Total des votes                                            | Total des votes                                            | 173 060                                                    | 100 %                                                      |
|                                                            | Les Républicains conservent                                |                                                            |                                                            |                                                            |

### 2016
| Élection de 2016 du 2e district congressionnel de Virginie | Élection de 2016 du 2e district congressionnel de Virginie | Élection de 2016 du 2e district congressionnel de Virginie | Élection de 2016 du 2e district congressionnel de Virginie | Élection de 2016 du 2e district congressionnel de Virginie |
| ---------------------------------------------------------- | ---------------------------------------------------------- | ---------------------------------------------------------- | ---------------------------------------------------------- | ---------------------------------------------------------- |
| Parti                                                      | Parti                                                      | Candidat                                                   | Votes                                                      | %                                                          |
|                                                            | Républicain                                                | Scott Taylor                                               | 190 475                                                    | 61,33                                                      |
|                                                            | Démocrate                                                  | Shaun D. Brown                                             | 119 440                                                    | 38,46                                                      |
|                                                            | Write-In                                                   | Write-In                                                   | 652                                                        | 0,21                                                       |
| Total des votes                                            | Total des votes                                            | Total des votes                                            | 310 567                                                    | 100 %                                                      |
|                                                            | Les Républicains conservent                                |                                                            |                                                            |                                                            |

### 2018
| Élection de 2018 du 2e district congressionnel de Virginie | Élection de 2018 du 2e district congressionnel de Virginie | Élection de 2018 du 2e district congressionnel de Virginie | Élection de 2018 du 2e district congressionnel de Virginie | Élection de 2018 du 2e district congressionnel de Virginie |
| ---------------------------------------------------------- | ---------------------------------------------------------- | ---------------------------------------------------------- | ---------------------------------------------------------- | ---------------------------------------------------------- |
| Parti                                                      | Parti                                                      | Candidat                                                   | Votes                                                      | %                                                          |
|                                                            | Démocrate                                                  | Elaine Luria                                               | 139 571                                                    | 51,05                                                      |
|                                                            | Républicain                                                | Scott Rigell (sortant)                                     | 133 458                                                    | 48,81                                                      |
|                                                            | Write-In                                                   | Write-In                                                   | 371                                                        | 0,14                                                       |
| Total des votes                                            | Total des votes                                            | Total des votes                                            | 273 400                                                    | 100 %                                                      |
|                                                            | Les Démocrates prennent aux Républicains                   |                                                            |                                                            |                                                            |

### 2020
| Élection de 2020 du 2e district congressionnel de Virginie | Élection de 2020 du 2e district congressionnel de Virginie | Élection de 2020 du 2e district congressionnel de Virginie | Élection de 2020 du 2e district congressionnel de Virginie | Élection de 2020 du 2e district congressionnel de Virginie |
| ---------------------------------------------------------- | ---------------------------------------------------------- | ---------------------------------------------------------- | ---------------------------------------------------------- | ---------------------------------------------------------- |
| Parti                                                      | Parti                                                      | Candidat                                                   | Votes                                                      | %                                                          |
|                                                            | Démocrate                                                  | Elaine Luria (sortante)                                    | 185 733                                                    | 51,55                                                      |
|                                                            | Républicain                                                | Scott Taylor                                               | 165 031                                                    | 45,81                                                      |
|                                                            | Indépendant                                                | David Foster                                               | 9 170                                                      | 2,55                                                       |
|                                                            | Write-In                                                   | Write-In                                                   | 343                                                        | 0,10                                                       |
| Total des votes                                            | Total des votes                                            | Total des votes                                            | 360 277                                                    | 100 %                                                      |
|                                                            | Les Démocrates conservent                                  |                                                            |                                                            |                                                            |

### 2022
La Primaire Démocrate a été annulée. Elaine Luria avance vers l'Élection Générale.
| Primaire Républicaine de 2022 du 2e district congressionnel de Virginie | Primaire Républicaine de 2022 du 2e district congressionnel de Virginie | Primaire Républicaine de 2022 du 2e district congressionnel de Virginie | Primaire Républicaine de 2022 du 2e district congressionnel de Virginie | Primaire Républicaine de 2022 du 2e district congressionnel de Virginie |
| ----------------------------------------------------------------------- | ----------------------------------------------------------------------- | ----------------------------------------------------------------------- | ----------------------------------------------------------------------- | ----------------------------------------------------------------------- |
| Parti                                                                   | Parti                                                                   | Candidat                                                                | Votes                                                                   | %                                                                       |
|                                                                         | Républicain                                                             | Jennifer Kiggans                                                        | 23 300                                                                  | 55,7                                                                    |
|                                                                         | Républicain                                                             | Jarome Bell                                                             | 11 330                                                                  | 27,1                                                                    |
|                                                                         | Républicain                                                             | Tommy Altman                                                            | 5972                                                                    | 14,3                                                                    |
|                                                                         | Républicain                                                             | Andy Baan                                                               | 1237                                                                    | 2,9                                                                     |

| Élection de 2022 du 2e district congressionnel de Virginie | Élection de 2022 du 2e district congressionnel de Virginie | Élection de 2022 du 2e district congressionnel de Virginie | Élection de 2022 du 2e district congressionnel de Virginie | Élection de 2022 du 2e district congressionnel de Virginie |
| ---------------------------------------------------------- | ---------------------------------------------------------- | ---------------------------------------------------------- | ---------------------------------------------------------- | ---------------------------------------------------------- |
| Parti                                                      | Parti                                                      | Candidat                                                   | Votes                                                      | %                                                          |
|                                                            | Républicain                                                | Jennifer Kiggans                                           | 153 328                                                    | 51,6                                                       |
|                                                            | Démocrate                                                  | Elaine Luria (sortante)                                    | 143 219                                                    | 48,2                                                       |
|                                                            | Write-In                                                   | Write-In                                                   | 442                                                        | 0,1                                                        |
| Total des votes                                            | Total des votes                                            | Total des votes                                            | 296 989                                                    | 100 %                                                      |
|                                                            | Les Républicains prennent aux Démocrates                   |                                                            |                                                            |                                                            |

### 2024
La Primaire Républicaine a été annulée. Jennifer Kiggans (R-Sortante) avance vers l'Élection Générale.
| Primaire Démocrate de 2024 du 2e district congressionnel de Virginie | Primaire Démocrate de 2024 du 2e district congressionnel de Virginie | Primaire Démocrate de 2024 du 2e district congressionnel de Virginie | Primaire Démocrate de 2024 du 2e district congressionnel de Virginie | Primaire Démocrate de 2024 du 2e district congressionnel de Virginie |
| -------------------------------------------------------------------- | -------------------------------------------------------------------- | -------------------------------------------------------------------- | -------------------------------------------------------------------- | -------------------------------------------------------------------- |
| Parti                                                                | Parti                                                                | Candidat                                                             | Votes                                                                | %                                                                    |
|                                                                      | Démocrate                                                            | Missy Cotter Smasal                                                  | 20 480                                                               | 70,1                                                                 |
|                                                                      | Démocrate                                                            | Jake Denton                                                          | 8732                                                                 | 29,9                                                                 |

| Élection de 2024 du 2e district congressionnel de Virginie | Élection de 2024 du 2e district congressionnel de Virginie | Élection de 2024 du 2e district congressionnel de Virginie | Élection de 2024 du 2e district congressionnel de Virginie | Élection de 2024 du 2e district congressionnel de Virginie |
| ---------------------------------------------------------- | ---------------------------------------------------------- | ---------------------------------------------------------- | ---------------------------------------------------------- | ---------------------------------------------------------- |
| Parti                                                      | Parti                                                      | Candidat                                                   | Votes                                                      | %                                                          |
|                                                            | Républicain                                                | Jennifer Kiggans (sortante)                                | TBD                                                        | TBD                                                        |
|                                                            | Démocrate                                                  | Missy Cotter Smasal                                        | TBD                                                        | TBD                                                        |
|                                                            | Write-In                                                   | Write-In                                                   | TBD                                                        | TBD                                                        |
| Total des votes                                            | Total des votes                                            | Total des votes                                            | TBD                                                        | 100 %                                                      |
|                                                            |                                                            |                                                            |                                                            |                                                            |

## Frontières historiques du district
Le 2e district de Virginie a débuté en 1788 et couvrait les comtés de Mercer, Jefferson, Fayette, Bourbon, Lincoln, Nelson et Madison.

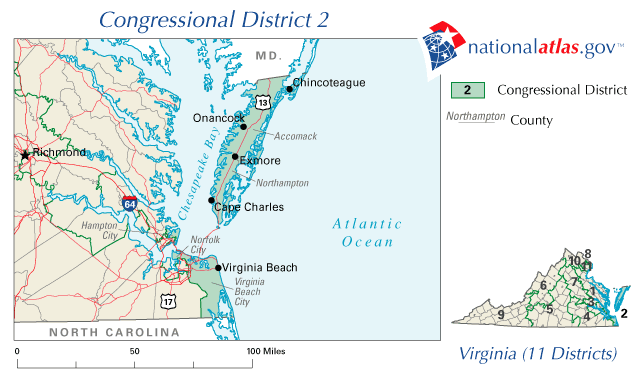
2003 - 2013

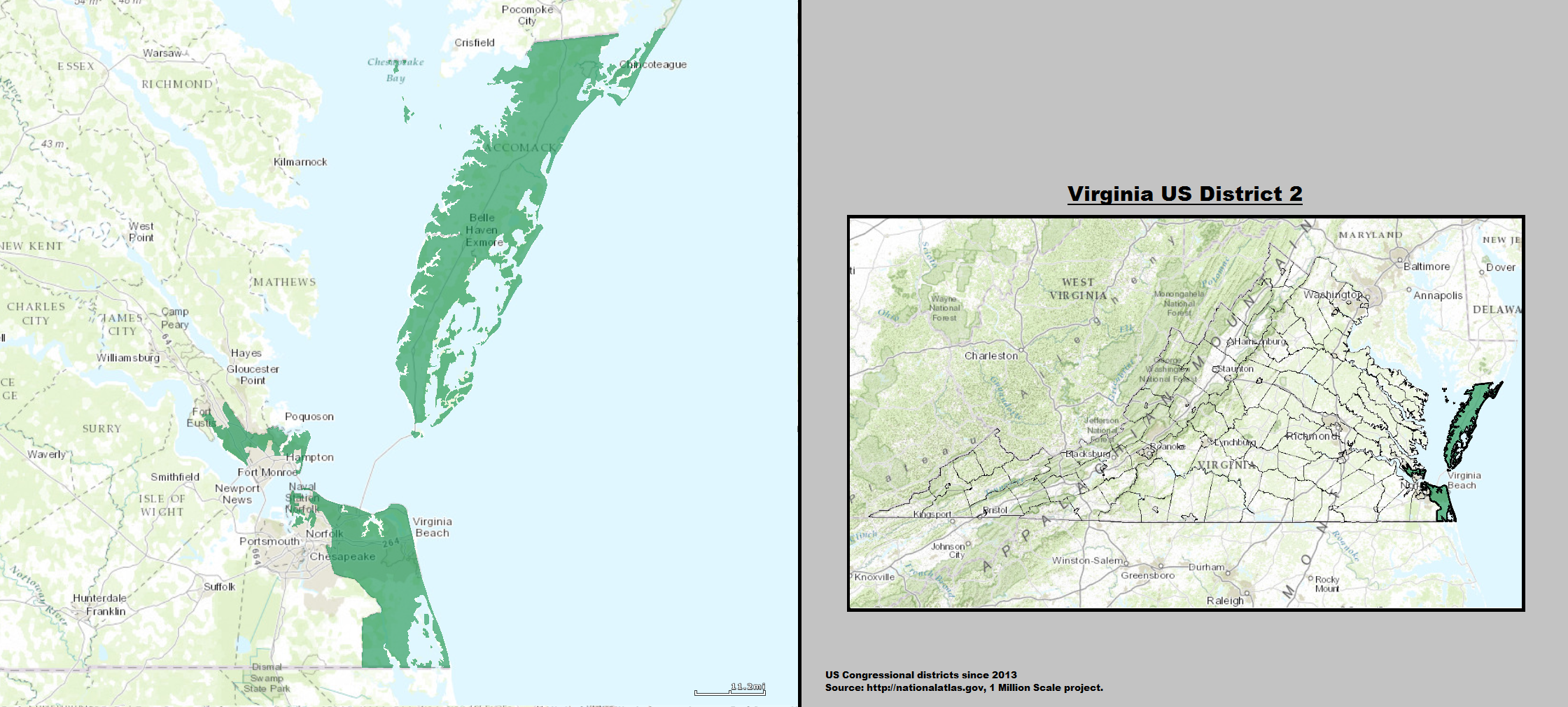
2013 - 2017

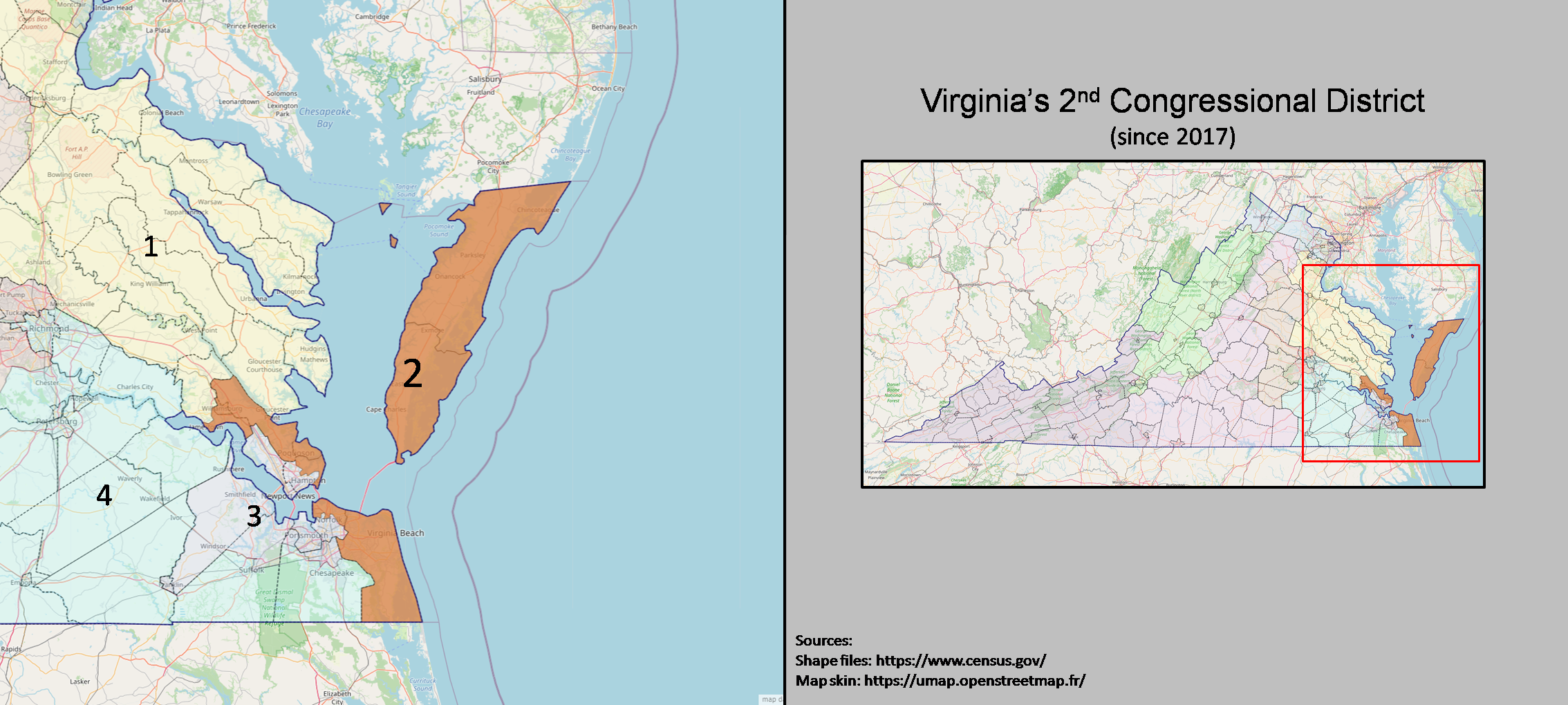
2017 - 2023